# اندروید آبنبات ژله‌ای
اندروید آبنبات ژله‌ای یا اندروید جلی‌بین (به انگلیسی: Android Jelly Bean) یا اندروید آبنبات پاستیلی، یکی از نسخه‌های سیستم‌عامل اندروید است که توسط شرکت گوگل در بین سال‌های ۲۰۱۲–۲۰۱۳ طی نسخه‌های ۴٫۱ تا ۴٫۳ ارائه شد.
این نسخه که بر پایهٔ هسته لینوکس ۳٫۰٫۳۱ بود، با هدف افزایش کارایی و بهبود کارکرد رابط کاربری انتشار یافت. این نسخه در تاریخ ۹ ژوئیه ۲۰۱۲ بر روی سرورهای پروژهٔ متن باز اندروید قرار گرفت. تبلت نکسوس ۷ به‌عنوان اولین دستگاه مجهز به این نسخه در تاریخ ۱۳ ژوئیه ۲۰۱۲ منتشر شد.

## ویژگی‌ها
- افزایش کارایی و سرعت سیستم‌عامل؛ به‌ویژه سرعت پاسخ‌دهی منوها و رابط کاربری
- پیش‌بینی جهت حرکت انگشت برای روان‌سازی منوها
- امکان تایپ صوتی به صورت نابرخط و تغییر در صفحه‌کلید
- تغییر در رابط کاربری دوربین
- نوار اطلاعات جدید علاوه‌بر ساعت، اطلاعات مختلفی چون برنامه‌های مختلف، موسیقی، گوگل‌پلاس و جی‌میل را بدون بازکردن برنامه نشان می‌دهد.
- جستجوی صوتی توسط جستجوی گوگل
- افزودن گوگل Now به جستجوی گوگل[۴]